# César Costa
César Antero Roel Schreurs (Ciudad de México, 13 de agosto de 1941), conocido artísticamente como César Costa, es un cantante, actor, productor y abogado mexicano, un icono del rock and roll y miembro del Consejo Consultivo de la UNICEF en México y Embajador de buena voluntad. Su hermano, Ricardo Roca, es un cantante de rock and roll, primera voz del grupo Los Hooligans, popular en la década de 1960.
Obtuvo dos Premios Ariel en la categoría a Mejor actor, uno en 1979 y otro en 2014.

## Biografía

### Inicios
César Costa nació en la colonia Condesa, en la Ciudad de México, en 1941, en una familia de ascendencia mexicana por parte paterna y belga y alemana por la materna.[cita requerida]
Estudió primaria y secundaria en el Colegio Alemán, la preparatoria en el Centro Universitario México (CUM) y Derecho en la Universidad Nacional Autónoma de México (UNAM).[cita requerida]
Es miembro de la familia de abogados mexicanos de apellido Roel, especializados en materia de derecho laboral.[cita requerida]
Contrario a lo que se cree, la actriz y cantante Adriana Roel (cuyo apellido real era Osorio) no es su hermana.

### Rock and Roll: Los Black Jeans
Los Black Jeans son los pioneros del rock and roll en México, al ser fundados en 1956 por Diego de Cossío. César Roel inició, con ese nombre, en 1958 su carrera musical como el vocalista en el grupo Los Black Jeans, integrado además por Juan Manuel de Cossío, Diego de Cossío y Carlos Loftus; cantando versiones en español de éxitos en inglés. En 1958, grabaron para la compañía discográfica Peerless "La Batalla de Jericó" y "La Cucaracha", siendo así los pioneros en grabaciones de rock and roll en México.[cita requerida]

### César Costa y Los Camisas Negras
Cuando el grupo firmó con la compañía Musart, cambió de nombre a Los Camisas Negras, y César Roel se convirtió en César Costa (en honor del director de orquesta Don Costa) y se reforzaron con Javier de la Cueva al piano. Su primer y único LP salió en 1960; incluía éxitos como: "El Tigre" ("Tiger", de Fabian), "Oh! No", "Fiebre" ("Fever"), "Mona Lisa", "La Bamba", éxito de Richie Valens, adaptación de una canción típica mexicana del estado de Veracruz; "Vibraciones", "Zapatos de Ante Azul" ("Blue Suede Shoes", el clásico de Carl Perkins), sin faltar " La Marcha de los Santos" ("When the Saints go Marchin' In"), "Osito Teddy" ("Teddy Bear"), "Tú me Perteneces" (éxito de Los Duprees, y "Ahora o Nunca" ("It's Now or Never" "-O Sole Mio-"), éxito de Elvis Presley.[cita requerida]

### Carrera como solista
Al poco tiempo, el grupo se desintegró y César Costa inició una exitosa carrera de solista. Reescribiendo y cantando al español adaptaciones de melodías en inglés, principalmente del cantautor canadiense Paul Anka, desarrolló un estilo propio, compitiendo con Enrique Guzmán, en el estilo "crooner", emulando a Frank Sinatra. Su característica principal en sus presentaciones era el aparecer con suéteres de grecas, muchos de ellos regalados por sus admiradoras. El primer suéter con el que salió a cámaras fue un regalo de su amigo Martín de la Concha, y es el único que conserva. Se dice que el número de suéteres que poseía ascendía a 2500 y todos ellos fueron donados y subastados para causas nobles.[cita requerida]
Con la compañía Orfeón firmó un contrato, y a partir de finales de 1960 comenzó su carrera como solista; grabó cuatro discos más, titulados "Canta", "Sinceramente", "Para enamorados" y "La historia de Tommy", con canciones como "Mi Pueblo" ("My Home Town"), "Historia de mi Amor", "Baila Muchachita", "Eva y Adán", "Besos por Teléfono" (Kissin' of the Phone), "Loco Amor" (Crazy Love), adaptaciones al español de los temas de Paul Anka que tuvieron éxito en América Latina y en España. También, "La Historia de Tommy" ("Dile que la Quiero"), "Poesía en movimiento", "Mi única ilusión" y muchos otros éxitos.[cita requerida]
En el 2006, en una charla con Carlos Alazraki en el Canal 40, César Costa contó que en los años de sus éxitos musicales llegó a México un abogado de parte de Paul Anka para presentarle una demanda legal por el uso de las canciones del autor. Él no había traducido, sino que reescribió las canciones al español las canciones del compositor canadiense, quien reconsideró y, viendo el éxito de sus canciones en español en América Latina y en España, se encontró con César Costa y desde entonces se generó una amistad entre ambos. Paul Anka se considera incluso "el César Costa canadiense". Además, se le llamó el Rey y Caballero de la Nueva Ola.[cita requerida]
Con RCA Mexicana grabó canciones de un estilo más romántico. Su contrato con RCA Victor fue de 1964 hasta finales de 1967, luego firmó con  Capitol Odeon ese mismo año. Él se adaptó a los cambios de la psicodelia a nivel musical, llegando a tener éxitos de Estados Unidos, traducidos al español, como "Si" (She), de Los Monkees; "No puede dejar de verte", de Frankie Valli, y versiones al español de canciones italianas de gran éxito, como "Corazón Loco". Cabe mencionar que se le puede considerar uno de los pioneros en grabar en "Spanglish" por canciones como "Si más te veo" (The more i see you), "Jornada Sentimental" (Sentimental Journey) y "Como ayer" (Yesterday, de The Beatles), entre otros éxitos. En 1970 encadena una gran serie de éxitos: "Negra Paloma", que le generó ventas importantes a principios de la década de 1970; "Mi amigo el viejo mar", "Tiritando" y "Un vaso de Vino". En 1983 tuvo una participación importante en el Festival OTI, con la canción "Tierno". Gracias a ello, nuevamente regresó a la industria discográfica después de pocos años de ausencia y volvió a tener ventas importantes con el disco titulado "Sorprendentemente Tierno". En 1993, se presentó con gran éxito en el Auditorio Nacional con sus contemporáneos Angélica María, Enrique Guzmán, Manolo Muñoz y Alberto Vázquez.[cita requerida]

### Películas
La euforia y negocio de la época con los cantantes juveniles del momento dio la posibilidad para que estrellas como César Costa se interpretaran a sí mismos, un poco en su carácter personal y como cantantes que casualmente interpretan sus éxitos discográficos.[cita requerida]
Su primer filme ya como actor fue Juventud rebelde, donde tiene una participación fugaz e interpreta uno de sus éxitos. Los protagonistas son Adalberto Martínez "Resortes" y Lorena Velázquez. En El cielo y la tierra, su primer filme como protagonista (1962), comparte créditos con Libertad Lamarque, Angélica María, Fernando Luján y Fanny Cano. En La edad de la violencia (1964), con Alberto Vázquez, Oscar Madrigal, Manolo Muñoz, Patricia Conde, Julissa y Fernando Soler, tienen una participación especial y fugaz algunos integrantes de la serie televisiva estadounidense Los Intocables (The Untouchables). Con Patricia Conde, filmó Dile que la quiero (1963) y La juventud se impone (1964), con Enrique Guzmán, llevando a la pantalla su "rivalidad". Arrullo de Dios (1966), con Libertad Lamarque, Fanny Cano y Jorge Rivero. ¡Adiós cuñado! (1966), con Maricruz Olivier, Alma Delia Fuentes, Regina Torné, Héctor Suárez y Nacho Calderón; ¿Qué haremos con papá? (1965), con Fernando Luján; El mundo loco de los jóvenes (1967), con Julissa, Roberto Gómez Bolaños y con la fugaz participación de Los Dug Dugs; en este filme, César interpreta una parodia de Frank Sinatra: "La Voz Enmascarada". Al fin a solas (1968) es la segunda parte de Adiós, cuñado, en la que cambia parte del elenco original; Romance sobre ruedas (1969), con Ana Martín, Teresa Velázquez y Leonorilda Ochoa. El resto de los títulos, de baja calidad fílmica, fueron sólo entretenimiento. En Caín, Abel y el otro, de 1970, comparte créditos con Enrique Guzmán, Alberto Vázquez, Lorena Velázquez y Germán Valdés "Tin Tan", y en Bang Bang al hoyo (1971) aparece con Enrique Guzmán, Marco Antonio Campos "Viruta", Javier López "Chabelo" y John Kelly.[cita requerida]
En 1995, ante el éxito de la serie televisiva Papá soltero, filma Me tengo que casar con el resto del elenco televisivo.
En 2017 participó en el doblaje para América Latina de Coco de Disney Pixar.
- 2017 Coco
- 1995 Me tengo que casar/Papá soltero ... César
- 1971 Bang bang al hoyo
- 1970 Caín, Abel y el otro
- 1969 Romance sobre ruedas
- 1968 Al fin solos
- 1967 El mundo loco de los jóvenes
- 1967 ¡Adiós cuñado! ... Víctor Sandoval
- 1966 Arrullo de Dios ... Raúl
- 1965 ¿Qué haremos con papá?
- 1964 La juventud se impone ... César
- 1964 La edad de la violencia ... Daniel
- 1963 Dile que la quiero ... César
- 1962 El cielo y la tierra ... Mario
- 1961 Jóvenes y Rebeldes
- 1961 Si yo fuera millonario

### Televisión
- Participó en el programa De Costa a Costa.
- También participó con Chabelo en El show del Loco Valdés con los sketches de Pujitos, entre otros.
- Fue conductor del programa La carabina de Ambrosio (desde 1978).
- De 1987 a 1994 participó en el programa de comedia Papá soltero que se convirtió un gran éxito en toda América Latina y después en su versión de cine en 1995.
- Condujo además los programas de variedades Un nuevo día (con Rebecca de Alba, Evelio «con v chica» y después con Luz Blanchett)  y Al fin de semana.
- Fue la voz de Stan Marsh en el doblaje original de South Park durante dos episodios. (1998)
- Nuestras mejores canciones (2006). Es Rubén Méndez

## Reconocimientos
- En 2014, recibió el Premio a la Excelencia Musical que otorga la Academia Latina de la Grabación (Latín Grammy).
- Fue nombrado embajador de la UNICEF para México el 17 de agosto del 2004.
- Mister Amigo 2001.
- En 2001, inició su participación en calidad de conductor del programa Cómo pasa el tiempo, que se transmite por el canal Aprende.

## Discografía
- Un Vaso de Vino
- Chao! Amiga
- Corazón loco
- Jornada sentimental
- Tu Amor... y Mi Cariño
- Lo nuevo...
- La historia de Tommy
- Para enamorados
- Sinceramente
- Canta canta
- César Costa y Los Camisas Negras
- No existe el amor
- Mi pueblo
- Mi primer amor
- Besos por teléfono
- Chica mala
- Loco amor
- El Tigre
- Juventud
- No Juegues con el Amor
- Te Amaré
- En Tu Mirada
- Adan & Eva
- Tímida
- Chica Alborotada
- Mi Amigo El Viejo Mar
- Quien es
- Es sólo una chica
- Sorprendentemente Tierno

Y en abril de 2013 sale a la venta su nueva producción titulada "A mi manera", donde hace duetos con Jay de la Cueva (hijo de Javier de la Cueva, pianista de Los Camisas Negras), Leonel García y Ely Guerra.
En este nuevo disco trata de ser actual y ponerse en el gusto del público juvenil nuevamente. Este nuevo disco logra posicionarse satisfactoriamente dentro de los 10 primeros lugares de ventas ese año.